# Laurent Baffoigne
Laurent Baffoigne (ou Laurent de Baffoigne), né le 11 février ou le 11 mars 1749 à Tartas et mort le 14 avril 1806 à Pau, est un homme politique et magistrat français.
Il est député de l'Assemblée nationale législative de 1791 à 1792 pour le département des Landes.

## Biographie
Laurent Baffoigne naît le 11 février 1749 (ou le 11 mars 1749) à Tartas, dans la généralité d'Auch. En janvier 1771, il hérite des charges de notaire et de greffier des arbitrages à Tartas de son père, Jacques de Baffoigne. Pendant la Révolution, il devient administrateur du nouveau département des Landes et membre du club des jacobins. Commissaire de la sénéchaussée d'Albret, il en est un des signataires des cahiers de doléances du Tiers état.
Le 4 septembre 1791, il est élu député des Landes, avec 176 voix sur 276 votants (cinquième des six élus). Il siège pendant un an au sein du groupe de la plaine à l'assemblée nationale constituante, où il « passa inaperçu », jusqu'au 20 septembre 1792. Il y est néanmoins rapporteur de deux projets techniques non retenus par le comité de liquidation et examen de comptes. Après son mandat, « il n'est pas inquiété lors des différents changements de régimes », et revient s'installer dans les Landes, à Dax. 
Secrétaire de la « société montagnarde des Amis de la Constitution républicaine » de Tartas, il réclame, avec les citoyens Poymiro et Lafitte, l'exclusion de la Convention nationale de trois députés des Landes, accusés d'être opposés à la Révolution : Paul Cadroy, Jean-Baptiste Pierre Saurine et Jean-Baptiste Lefranc, et leur remplacement par des suppléants autres que Salomon Méricamp et Ramonbordes, eux aussi fédéralistes. En outre, il demande l'éviction Saurine à la tête du diocèse des Landes. Après le coup d'État du 18 Brumaire, il entre dans la magistrature et devient président du tribunal criminel de Dax, de celui de Mont-de-Marsan, et enfin juge puis conseiller à la cour d'appel de Pau. Il meurt le 14 avril 1806 à Tartas, à 57 ans.

## Décorations
- Chevalier de la Légion d'honneur, 25 prairial an XII (14 juin 1804)[1],[2].

## Textes
- Projet de décret relatif à la liquidation des commissaires-enquêteurs, examinateurs, calculateurs et modérateurs de tous dépens, dommages-intérêts, du Châtelet de Paris, Paris, Imprimerie nationale, 2 p. (BNF 30046389).
- Projet de décret relatif au payement des pensions accordées sur la caisse des Invalides de la marine, Paris, Imprimerie nationale, 2 p. (BNF 30046390).